# Pithecellobium johansenii
Pithecellobium johansenii är en ärtväxtart som beskrevs av Paul Carpenter Standley. Pithecellobium johansenii ingår i släktet Pithecellobium och familjen ärtväxter. IUCN kategoriserar arten globalt som starkt hotad. Inga underarter finns listade i Catalogue of Life.